# Leiopotherapon aheneus
The fortesque grunter (Leiopotherapon aheneus) là một loài cá thuộc họ Terapontidae. Nó là loài đặc hữu của Úc.